# Yūsuke Mori
Yūsuke Mori (森 勇介 Mori Yūsuke?, nacido el 24 de julio de 1980 en Shimizu (actualmente Shizuoka), Shizuoka) es un exfutbolista y actual entrenador japonés. Jugaba de defensa y su último club fue el SC Sagamihara de Japón.

## Trayectoria

### Clubes
| Club               | País  | Año         |
| ------------------ | ----- | ----------- |
| Verdy Kawasaki     | Japón | 1999 - 2000 |
| Vegalta Sendai     | Japón | 2001 - 2002 |
| Kyoto Purple Sanga | Japón | 2002 - 2004 |
| Kawasaki Frontale  | Japón | 2005 - 2010 |
| Tokyo Verdy        | Japón | 2011 - 2014 |
| FC Gifu            | Japón | 2014        |
| SC Sagamihara      | Japón | 2015        |

## Estadística de carrera

### J. League
| Club               | Año   | J. League | J. League | Copa J. League | Copa J. League | Total | Total |
| Club               | Año   | Part.     | Goles     | Part.          | Goles          | Part. | Goles |
| ------------------ | ----- | --------- | --------- | -------------- | -------------- | ----- | ----- |
| Verdy Kawasaki     | 1999  | 1         | 0         | 0              | 0              | 1     | 0     |
| Verdy Kawasaki     | 2000  | 5         | 0         | 1              | 0              | 6     | 0     |
| Vegalta Sendai     | 2001  | 29        | 1         | 2              | 0              | 31    | 1     |
| Vegalta Sendai     | 2002  | 11        | 0         | 4              | 0              | 15    | 0     |
| Kyoto Purple Sanga | 2002  | 1         | 0         | 0              | 0              | 1     | 0     |
| Kyoto Purple Sanga | 2003  | 11        | 0         | 4              | 1              | 15    | 1     |
| Kyoto Purple Sanga | 2004  | 18        | 0         | -              | -              | 18    | 0     |
| Kawasaki Frontale  | 2005  | 3         | 0         | 1              | 0              | 4     | 0     |
| Kawasaki Frontale  | 2006  | 28        | 0         | 7              | 0              | 35    | 0     |
| Kawasaki Frontale  | 2007  | 30        | 1         | 5              | 0              | 35    | 1     |
| Kawasaki Frontale  | 2008  | 17        | 3         | 4              | 0              | 21    | 3     |
| Kawasaki Frontale  | 2009  | 30        | 0         | 4              | 0              | 34    | 0     |
| Kawasaki Frontale  | 2010  | 25        | 2         | 4              | 0              | 29    | 2     |
| Tokyo Verdy        | 2011  | 30        | 1         | -              | -              | 30    | 1     |
| Tokyo Verdy        | 2012  | 39        | 2         | -              | -              | 39    | 2     |
| Tokyo Verdy        | 2013  | 38        | 2         | -              | -              | 38    | 2     |
| Tokyo Verdy        | 2014  | 5         | 0         | -              | -              | 5     | 0     |
| FC Gifu            | 2014  | 10        | 0         | -              | -              | 10    | 0     |
| SC Sagamihara      | 2015  | 20        | 0         | -              | -              | 20    | 0     |
| Total              | Total | 351       | 12        | 36             | 1              | 387   | 13    |